# Sphaerodactylus rosaurae
Sphaerodactylus rosaurae ist eine Echsenart innerhalb der Gattung der Kugelfingergeckos aus der Familie der Sphaerodactylidae. Sie ist auf den Bay Islands und Cayos Cochinos in Honduras endemisch.

## Verbreitung und Lebensraum
Sphaerodactylus rosaurae sind Bodenbewohner. Sie kommen auf der Inselgruppe der Bay Islands und Cayos Cochinos vor. Ihr Lebensraum sind subtropische Waldgebiete auf einer Höhe von 0 bis 20 m, sie können aber auch in urbanen Gebieten vorkommen. Die Weltnaturschutzunion (IUCN) stuft die Art als nicht gefährdet ein und ihren Populationstrend als stabil.

## Merkmale
Die Rückenfläche des Kopfes ist mit kleinen, körnigen Schuppen bedeckt. Sphaerodactylus rosaurae unterscheidet sich durch seine seitlich verschobenen Krallen von allen anderen honduranischen Eidechsen mit Ausnahme der anderen Sphaerodactylus. Von diesen unterscheidet sich die Art mit Ausnahme von S. alphus durch 1–3 Reihen körniger Schuppen in der Mitte des Rückens. Diese unterscheiden sich deutlich von den größeren umgebenden Rückenschuppen.
Die Rückenfläche des Körpers ist oliv bis gelblich gefärbt und hat verstreute schwarze Flecken. Die Oberseite des Kopfes ist rostbraun. Die Vorder- und Hinterbeine sind wie der Rücken oliv bis gelb mit schwarzen Flecken. Der Schwanz ist blassbraun mit dunkelbrauner Sprenkelung und weißen Ringen. Die Bauchseite des Körpers ist grau. Die untere Seite der Zehen ist weiß. 
Die Iris ist rund und dunkelbraun mit hellbraunem Rand. Sphaerodactylus rosaurae hat keine beweglichen Augenlider.

## Lebensweise
S. rosaurae ist nachtaktiv. Die Art legt wie andere Geckoartige Eier.

## Taxonomie
Der wissenschaftliche Name, rosaurae, bezieht sich auf  Lord Moynes Yacht Rosaura. Auf dieser wurde der Holotyp gesammelt.